# Dipsacus azureus
Dipsacus azureus är en tvåhjärtbladig växtart som beskrevs av Alexander Gustav von Schrenk. Dipsacus azureus ingår i släktet kardväddar, och familjen Dipsacaceae. Inga underarter finns listade i Catalogue of Life.